# Německá biskupská konference
Německá biskupská konference (německy Deutsche Bischofskonferenz) je biskupská konference římskokatolických biskupů německých diecézí. Mezi členy konference jsou diecézní biskupové, koadjutoři, pomocní biskupové a diecézní administrátoři.

## Historie

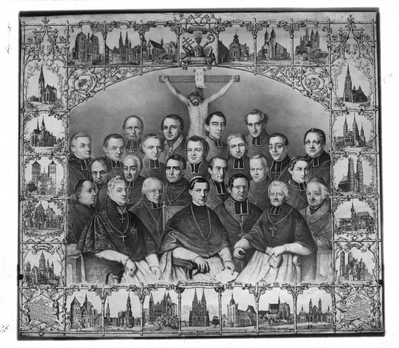
První zasedání v roce 1848

První setkání německých biskupů se konalo roku 1848 ve Würzburgu, roku 1867 byla ustanovena Fuldská biskupská konference a z ní v roce 1966 vznikla Německá biskupská konference. Výroční podzimní konference německých biskupů se dodnes konají ve Fuldě, zatímco místo jarních setkání se každoročně obměňuje.
Po vystavění Berlínské zdi bylo východoněmeckým ordinářům bráněno v účasti na Fuldské konferenci. Což roku 1974 vyústilo ve formální jednání NDR a Svatého stolce a následně 26. července 1976 zřízení Berlínské biskupské konference pro východoněmecké ordináře. Berlínská diecéze, která zahrnovala také Západní Berlín, byla poté zastoupena na Německé i na Berlínské biskupské konferenci. Zpočátku zastupoval berlínskou diecézi generální vikář, později samotní biskupové. Katolická církev však nepovažovala Berlínskou biskupskou konferenci za národní, dokud Svatý stolec oficiálně nepřijal východoněmecké ordináře za účastníky Německé biskupské konference. Tento statut byl východoněmeckým biskupům udělen 26. září 1976. V roce 1990 byla Berlínská biskupská konference oficiálně rozpuštěna a dále existuje pouze sjednocená Německá biskupská konference.

## Předsedové

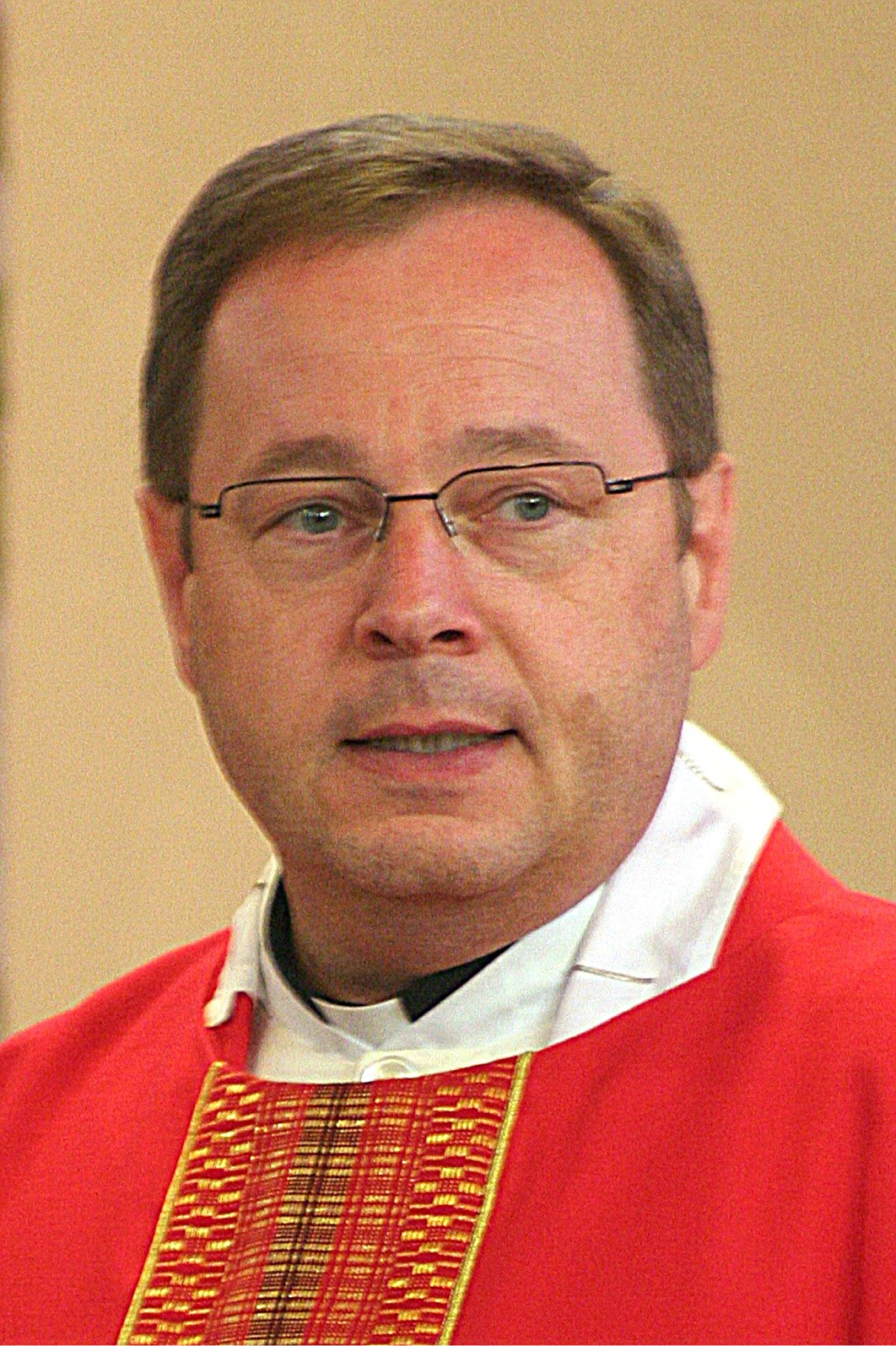
Současný předseda Georg Bätzing

### Fuldská biskupská konference (1848–1965)
- Johannes von Geissel, kardinál a arcibiskup kolínský (1848)
- Paulus Melchers, kardinál a arcibiskup kolínský (1867–1883)
- Philipp Krementz, kardinál a arcibiskup kolínský (1884–1896)
- Georg von Kopp, kardinál a arcibiskup vratislavský (1897–1913)
- Felix von Hartmann, kardinál a arcibiskup kolínský (1914–1919)
- Adolf Bertram, kardinál a arcibiskup vratislavský (1920–1945)
- Joseph Frings, kardinál a arcibiskup kolínský (1945–1965)

### Německá biskupská konference (1966)
- Julius Döpfner, kardinál a arcibiskup mnichovsko-freisinský (1965–1976)
- Joseph Höffner, kardinál a arcibiskup kolínský (1976–1987)
- Karl Lehmann, kardinál a biskup mohučský (1987–2008)
- Robert Zollitsch, arcibiskup freiburský (18. února 2008 – 12. března 2014)
- Reinhard Marx, kardinál a arcibiskup mnichovsko-freisinský (12. března 2014 - 3. března 2020)
- Georg Bätzing, biskup limburský (od 3. března 2020)

### Berlínská biskupská konference (1976–1990)
- Alfred Bengsch, berlínský biskup (1976–1979)
- Gerhard Schaffran, drážďansko-míšeňský biskup (1980–1982)
- Joachim Meisner, berlínský biskup (1982–1989)
- Joachim Wanke, apoštolský administrátor episkopální kanceláře (1989, per pro)
- Georg Sterzinsky, berlínský biskup (1989–1990)